# Lactobacillus coleohominis
Lactobacillus coleohominis è una specie di batterio appartenente alla famiglia delle Lactobacillaceae.